# 流行鋼琴
流行鋼琴是一種以流行音樂為基礎、以簡譜或五線譜為主的鋼琴演奏方法。流行鋼琴是奠基於古典鋼琴與爵士鋼琴之上，由旋律、和聲、節奏、觸鍵、踏板、詮釋彙聚而成，並可隨演奏者心境進行即興創作改編的演奏技法。